# Underworld: Evolution
Underworld: Evolution is een Amerikaanse horror/actiefilm uit 2006. Het is de tweede film in de Underworld-serie, het vervolg op Underworld uit 2003. De regie is in handen van Len Wiseman.

## Verhaal
De film gaat verder waar deel 1 ophield. Selene (vampier) en Michael (half vampier, half Lycan) zijn op de vlucht voor iedereen. Vooral voor de vader van alle vampiers, Markus. Het grootste gevaar is dat Markus zijn tweelingbroer William wakker zal maken. William is de eerste weerwolf en oncontroleerbaar.
Selene en Michael proberen achter de oorsprong van de vete tussen vampiers en Lycans te komen en Markus te stoppen voor hij zijn broer kan wekken.

## Rolverdeling
- Kate Beckinsale - Selene
  - Lily Mo Sheen - jonge Selene
- Scott Speedman - Michael Corvin
- Tony Curran - Markus Corvinus
- Derek Jacobi - Alexander Corvinus
- Bill Nighy - Viktor
- Shane Brolly - Kraven
- Michael Sheen - Lucian
- Zita Görög - Amelia
- Scott McElroy - Soren
- Steven Mackintosh - Andreas Tanis
- Brian Steele - William Corvinus
- Sophia Myles - Erika
- John Mann - Samuel
- Richard Cetrone - Pierce (als Rich Cetrone)
- Krsy Fox - Tanis' vampiermaîtresse  #1 (als Christine Danielle)
- Kaja Gjesdal - Tanis' vampiermaîtresse  #2

## Achtergrond
De film werd opgenomen in Vancouver, Canada, in tegenstelling tot deel 1 die werd opgenomen in Boedapest.
De film werd niet goed ontvangen door critici. Op Rotten Tomatoes scoort de film 15% aan goede beoordelingen.